# Praia da Laje do Vigário
A Praia da Laje do Vigário é uma zona balnear portuguesa que se localiza no município das Lajes do Pico, ilha do Pico, arquipélago dos Açores.
Esta zona balnear que se situa na parte sul da Ilha do Pico apresenta-se como uma praia isolada e praticamente no seu estado natural. A sua origem vulcânica está patente na morfologia do local e na sempre presente força telúrica que se apreende.
Visto tratar-se de uma zona razoavelmente frequentada é um dos locais da ilha por vezes utilizado para fazer naturismo, coisa que por vezes também acontece com a Praia da Poça das Mujas ou com a Praia das Pontas Negras. Este local não encontra enquadrado na legislação para fins de nudismo e dado o seu acentuado isolamento não tem infra-estruturas de apoio.